# 福岡県道607号福岡篠栗線
福岡県道607号福岡篠栗線（ふくおかけんどう607ごう ふくおかささぐりせん）は、福岡県福岡市博多区から糟屋郡篠栗町に至る一般県道である。

## 概要
福岡市博多区千代2丁目から糟屋郡篠栗町大字篠栗に至る。
旧国道201号を県道とした道路で、博多区の千代2丁目交差点を起点に、おおむねJR九州篠栗線とほぼ並行して東西に延び、糟屋郡粕屋町・糟屋郡篠栗町の中心部を通る。現国道201号（福岡東バイパス）の南側に位置し、篠栗町の中心市街地の東側で国道201号と合流する。
福岡市内区間のうち、千代交差点から妙見交差点までの区間にはパピヨン通り、妙見交差点以東の区間には吉塚通りの福岡市道路愛称が付けられている。
江戸時代、金出道または篠栗道と呼ばれた道（現在の博多区千代3丁目交差点から篠栗町方向への道）におおむね相当する道路である。
起点の博多区では終日混雑が激しい。

### 路線データ
- 起点：福岡県福岡市博多区千代2丁目（千代2丁目交差点、国道3号交点）
- 終点：福岡県糟屋郡篠栗町大字篠栗（国道201号交点）

## 路線状況

### 通称
- パピヨン通り（千代交差点 - 妙見交差点）
- 吉塚通り（妙見交差点以東）

### 道路施設

#### 橋梁
- 堅田橋（吉塚新川、福岡市博多区）
- 二又瀬橋（宇美川、福岡市博多区 - 福岡市東区）
- 扇橋（須恵川、糟屋郡粕屋町）
- 水車橋（大谷川、糟屋郡篠栗町）

## 地理

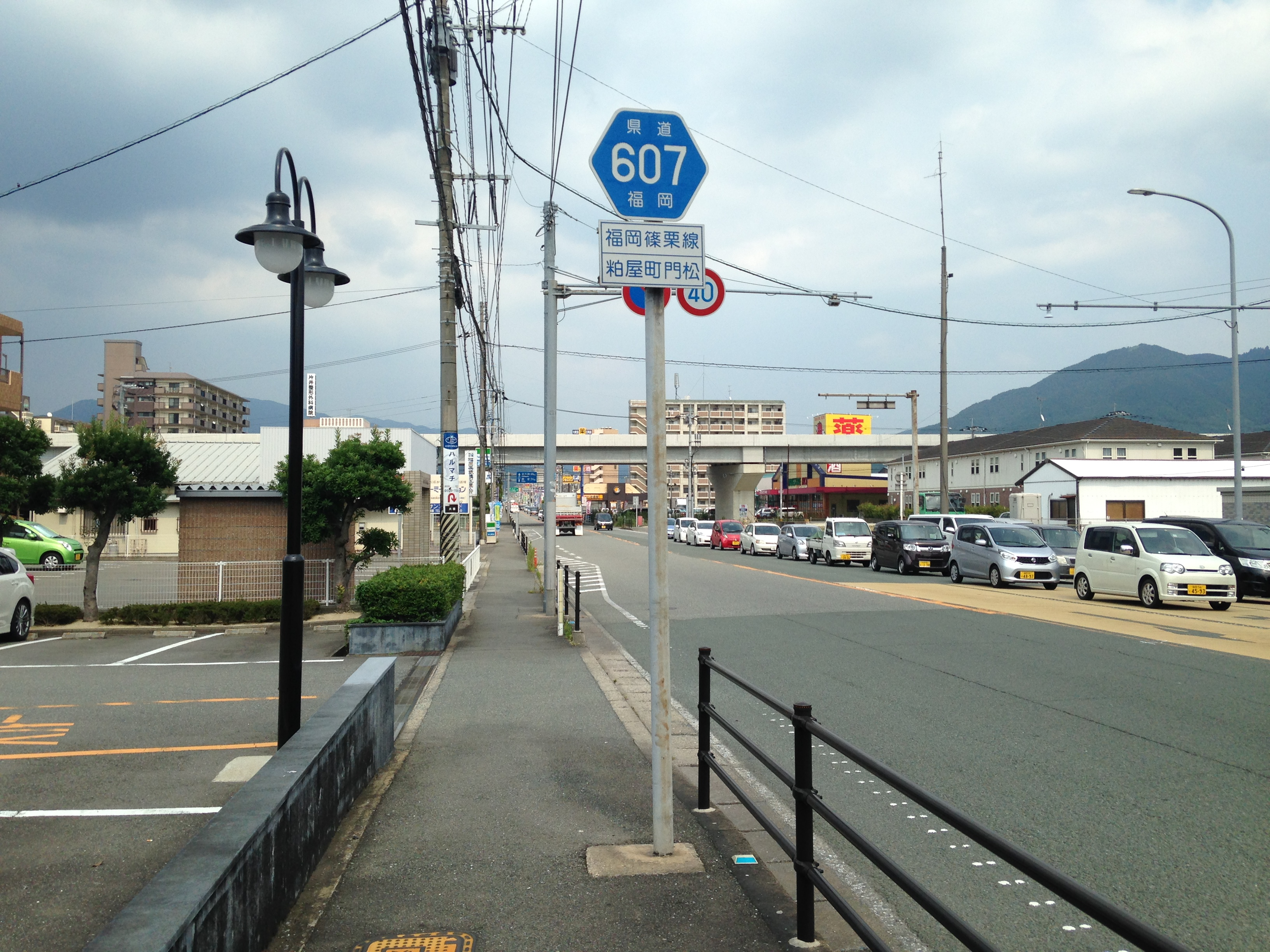
糟屋郡粕屋町門松区間。奥は篠栗町方面

### 通過する自治体
- 福岡市（博多区 - 東区）
- 糟屋郡粕屋町
- 糟屋郡篠栗町

### 交差する道路
| 交差する道路                        | 市町村名 | 市町村名 | 交差する場所  | 交差する場所           |
| ----------------------------------- | -------- | -------- | ------------- | ---------------------- |
| 国道3号                             | 福岡市   | 博多区   | 千代2丁目     | 千代2丁目交差点 / 起点 |
| 福岡県道21号福岡直方線              | 福岡市   | 博多区   | 千代2丁目     | 千代交差点             |
| 福岡県道550号浜新建堅粕線           | 福岡市   | 博多区   | 千代1丁目     | 妙見交差点             |
| 福岡県道552号馬出上南町線           | 福岡市   | 博多区   | 吉塚5丁目     | 道頓堀交差点           |
| 福岡県道574号水城下臼井線           | 福岡市   | 博多区   | 吉塚8丁目     | 二又瀬橋交差点         |
| 国道3号 / 博多バイパス              | 福岡市   | 東区     | 二又瀬        | 新二又瀬交差点         |
| 福岡県道68号福岡太宰府線            | 福岡市   | 東区     | 二又瀬        | 二又瀬交差点           |
| 福岡県道24号福岡東環状線 / バイパス | 糟屋郡   | 粕屋町   | 大字仲原      | 扇橋交差点             |
| 福岡県道545号伊賀仲原線             | 糟屋郡   | 粕屋町   | 原町2丁目     | 原町駅前交差点         |
| 福岡県道24号福岡東環状線            | 糟屋郡   | 粕屋町   | 長者原東1丁目 | 長者原交差点           |
| 福岡県道35号筑紫野古賀線            | 糟屋郡   | 粕屋町   | 大字大隈      | 門松交差点             |
| 福岡県道543号谷尾仲線               | 糟屋郡   | 篠栗町   | 大字尾仲      |                        |
| 福岡県道547号猪野篠栗線             | 糟屋郡   | 篠栗町   | 中央1丁目     | 下町交差点             |
| 福岡県道92号宗像篠栗線              | 糟屋郡   | 篠栗町   | 大字篠栗      | 上町交差点             |
| 国道201号                           | 糟屋郡   | 篠栗町   | 大字篠栗      | 終点                   |

### 交差する鉄道
- 鹿児島本線
- 九州新幹線
- 篠栗線
- 香椎線

### 沿線
- 福岡市地下鉄箱崎線 千代県庁口駅
- 西部ガス本社
- 福岡県庁
- 福岡市民体育館
- 東公園
- 福岡市立千代小学校
- JR九州鹿児島本線・篠栗線 吉塚駅
- JR九州香椎線・篠栗線 長者原駅
- JR九州篠栗線
  - 原町駅 - 門松駅 - 篠栗駅
- 福岡市立東吉塚小学校
- イオン福岡東ショッピングセンター
- 粕屋町立粕屋中央小学校
- 長者原郵便局
- 粕屋町役場
- 福岡県立福岡魁誠高等学校
- 藤壺自動車工業
- 篠栗町立勢門小学校
- 篠栗郵便局
- 篠栗町役場
- 篠栗四国八十八箇所
- 福岡県社会教育総合センター
- 篠栗町立篠栗中学校
- 篠栗町立篠栗小学校
- 西鉄バス土井営業所篠栗車庫